# Trianoni Szemle
A Trianoni Szemle a Trianon Kutató Intézet Közhasznú Alapítvány (Trianon Kutatóintézet) trianoni békeszerződéssel kapcsolatos kutatásokat, önálló esszéket és szakcikkeket, könyvismertetéseket bemutató ismeretterjesztő folyóirata.

## A lap története
A 2007-ben Raffay Ernő és Szidiropulosz Archimédesz kezdeményezésére megalakult Trianon Kutató Intézet Közhasznú Alapítvány (Trianon Kutatóintézet) alapította a folyóiratot. 2009-es indulási évében és azt követően 2010-ben, 2011-ben is 4-4 lapszámmal, negyedévente, 2012-ben 1 összevont, 2013-ban és 2014-ben 2 dupla lapszám, 2015 évben a trianoni békeszerződés aláírásának 95 éves évfordulójára Évkönyv jelent meg.
A trianoni békeszerződéssel kapcsolatos kutatásokat, elemzéseket és publikációkat közlő, illusztrált, A/4-es formátumú, tematikus igénnyel szerkesztett folyóirat valamennyi, eddig megjelent lapszáma térképmellékletet is tartalmazott.
A Trianoni Szemle és a Trianon Kutatóintézet logoját Pécsi L. Dániel jelképművész tervezte 2015-ben.

## Jelenlegi szerkesztősége
- Főszerkesztő: Szidiropulosz Archimédesz
- Szerkesztőbizottságának tagjai: Batta György, György Attila, Matuska Márton, Vári Fábián László
  - A szerkesztőség tagja volt korábban haláláig Skultéty Csaba, Fábián Gyula és Zeke Gyula is.
- Szerkesztőség: Domonkos László, Kolczonay Katalin (olvasószerkesztő), Medvigy Endre, Raffay Ernő, Sipos Endre. 
  - A szerkesztőség tagja volt korábban Borbély Zsolt Attila, Popély Gyula és Takaró Mihály is.
- Borítótervek: Veszeli Lajos festőművész.

## Megjelent lapszámok
- 2009/1. I. évfolyam 1. szám. 2009. január–március. Lapszám: 102+4 színes oldal Csehszlovákia néprajzi térképe 1930 térképmelléklettel[3] HU ISSN 2060-2502
- 2009/2. I. évfolyam 2. szám. 2009. április–június. Lapszám: 106+4 színes oldal A magyarok Romániában. Románia 2002-es népszámlálása szerint térképmelléklettel[4] HU ISSN 2060-2502
- 2009/3. I. évfolyam 3. szám. 2009. július-–szeptember. Lapszám: 102+4 színes oldal Magyarok a Délvidéken térképmelléklettel. Készítette: Lazányi János[5] HU ISSN 2060-2502
- 2009/4. I. évfolyam 4. szám. 2009. október–december. Lapszám: 104+4 színes oldal Magyarország néprajzi térképe – tervezte dr. Kogutowicz Károly térképmelléklettel[6] HU ISSN 2060-2502
- 2010/1. II. évfolyam 1. szám. 2010. január–március. Lapszám: 102+4 színes oldal Magyarország (Magyar Birodalom) területe az 1910., 1920. és 1941. évi népszámlálás idején térképmelléklettel (1944, KSH) OSZK Térképtár[7] HU ISSN 2060-2502
- 2010/2. II. évfolyam 2. szám. 2010. április–június. Lapszám: 122+4 színes oldal Magyarország vasúthálózata 1920-ban és a vasúthálózat kiépülése térképmelléklettel. Készítette: Lazányi János[8] HU ISSN 2060-2502
- 2010/3. II. évfolyam 3. szám. 2010. július–szeptember. Lapszám: 108+4 színes oldal Kárpátalja és Máramaros teljes területe térképmelléklettel[9] HU ISSN 2060-2502
- 2010/4. II. évfolyam 4. szám. 2010. október–december. Lapszám: 108+4 színes oldal A Magyar Szent Korona Országai. Magyarország és Szlavónia vármegyéi 1914-ben térképmelléklettel[10] HU ISSN 2060-2502
- 2011/1. III. évfolyam 1. szám. 2011. január–március. Lapszám: 104+4 színes oldal Emlékműveink. Az 1920 előtti legfontosabb emlékműveink és az elcsatolt részek emlékműveinek sorsa térképmelléklettel. Készítette: Lazányi János[11] HU ISSN 2060-2502
- 2011/2. III. évfolyam 2. szám. 2011. április–június. Lapszám: 112+4 színes oldal Neves magyarok a Kárpát-medencében térképmelléklettel. Készítette: Lazányi János[12] HU ISSN 2060-2502
- 2011/3. III. évfolyam 3. szám. 2011. július–szeptember. Lapszám: 112+4 színes oldal. Az Osztrák- Magyar Monarchia térképe az 1914-es állapotnak megfelelően, számos többnyelvű földrajzi névvel, közigazgatási egységgel. Települések az 1910-es népszámlálás alapján térképmelléklettel. Készítette: Lazányi János[13] HU ISSN 2060-2502
- 2011/4. III. évfolyam 4. szám. 2011. október–december. Lapszám: 126+4 színes oldal. Magyarország néprajzi térképe a népsűrűség alapján. Szerkesztette gróf Teleki Pál térképmelléklettel[14] HU ISSN 2060-2502
- 2012/1-4. IV. évfolyam 1. szám. 2012. január–december. Összevont lapszám: 208+4 színes oldal. A magyarság nemzetrészei térképmelléklettel. Készítette: Faragó Imre[15] HU ISSN 2060-2502
- 2013/1-2. V. évfolyam 1. szám. 2013. január–június. Dupla lapszám: 200+4 színes oldal. Őrvidék etnikai változásai 1495, 1910, 2001 térképmelléklettel. Készítette: Faragó Imre[16] HU ISSN 2060-2502
- 2013/3-4. V. évfolyam 2. szám. 2013. július–december. Dupla lapszám: 164+4 színes oldal. Délvidék (Temesköz, Drávaszög, Szerémség) térképmelléklettel. Készítette: Faragó Imre[17] HU ISSN 2060-2502
- 2014/1-2. VI. évfolyam 1-2. szám. 2014. január–június. Dupla lapszám 192+4 színes oldal. A Monarchia csapatai az I. világháborúban 1914–1918 térképmelléklettel. Készítette: HM Hadtörténeti Intézet és Múzeum[18] HU ISSN 2060-2502
- 2014/3-4. VI. évfolyam 3-4. szám. 2014. július–december. Dupla lapszám  196+4 színes oldal. Magyarország és Horvát Szlavónország jelentősebb várai térképmelléklettel. Készítette: Lazányi János[19] HU ISSN 2060-2502
- 2015 ÉVKÖNYV VII. évfolyam (évkönyv) 312 oldal + 4 színes oldal. Magyarország és Horvát Szlavónország jelentősebb kastélyai térképmelléklettel. Készítette: Lazányi János[20] HU ISSN 2498-4647
- 2016 ÉVKÖNYV VIII. évfolyam (évkönyv) 300 oldal. Román betörés Erdélybe és a válaszcsapás (1916. aug. – 1917. január) térképmelléklet . Készítette: Csákvári Kristóf (forrás: HM Hadtörténeti Intézet és Múzeum gyűjteménye.) HU ISSN 2498-4647
- 2017/ 1- 2. IX. évfolyam 1- 2. szám. 2017. január–július. Dupla lapszám.  192 oldal. Mit veszített a magyar színészet Trianon által? térképmelléklet, Készítette: B. Kovács Andor az ismételt megjelentetésben közreműködött Csákvári Kristóf. HU ISSN 2060-2502
- 2017/ 3-4. IX. évfolyam 3-4. szám. 2017. augusztus-december. Dupla lapszám.  244 oldal. térképmelléklet: Magyarország hegyrajzi és vízrajzi térképe az esővonalakkal, 1900–1910. Az eredeti térképet szerkesztette és kiadta Pokorny Tódor m. kir. térképész, az ismételt megjelentetésben közreműködött Csákvári Kristóf. HU ISSN 2060-2502
- 2018/ 1- 2. X. évfolyam 1- 2. szám. 2018. január–június. Dupla lapszám. 252 oldal. Népszaporodás. Kivándorlás. Szántóföld térképmelléklet. Az eredeti térképet szerkesztette és kiadta 1920 Emich Gusztáv. Magyarország gazdasági térképekben. HU ISSN 2060-2502
- 2018/ 3- 4. X. évfolyam 3- 4. szám. 2018. július – december. Dupla lapszám. 252 oldal. Magyarország az első bécsi döntés után térképmelléklet. HM Hadtörténeti Intézet és Múzeum Csákvári Kristóf. HU ISSN 2060-2502

## Publicistáiból
Albert Gábor, Alexa Károly, Bíró Zoltán, Botlik József, Csűrös Csilla, Domonkos László, Döbrentei Kornél, Duray Miklós, Fábián Gyula, Horánszky Nándor, Juhász György, Kalász Márton, Kocsis István, Kolczonay Katalin, Kondor Katalin, Ludmann Mihály, Medvigy Endre, Miklós Péter, Murádin János Kristóf, Pécsi L. Dániel, Raffay Ernő, Sipos Endre, Skultéty Csaba, Szentesi Zöldi László, Szidiropulosz Archimédesz, Tamáska Péter, Vári Fábián László, Vitéz Hábel György, Zeke Gyula, Zétényi Zsolt